# As-Sarrafiya-Brücke

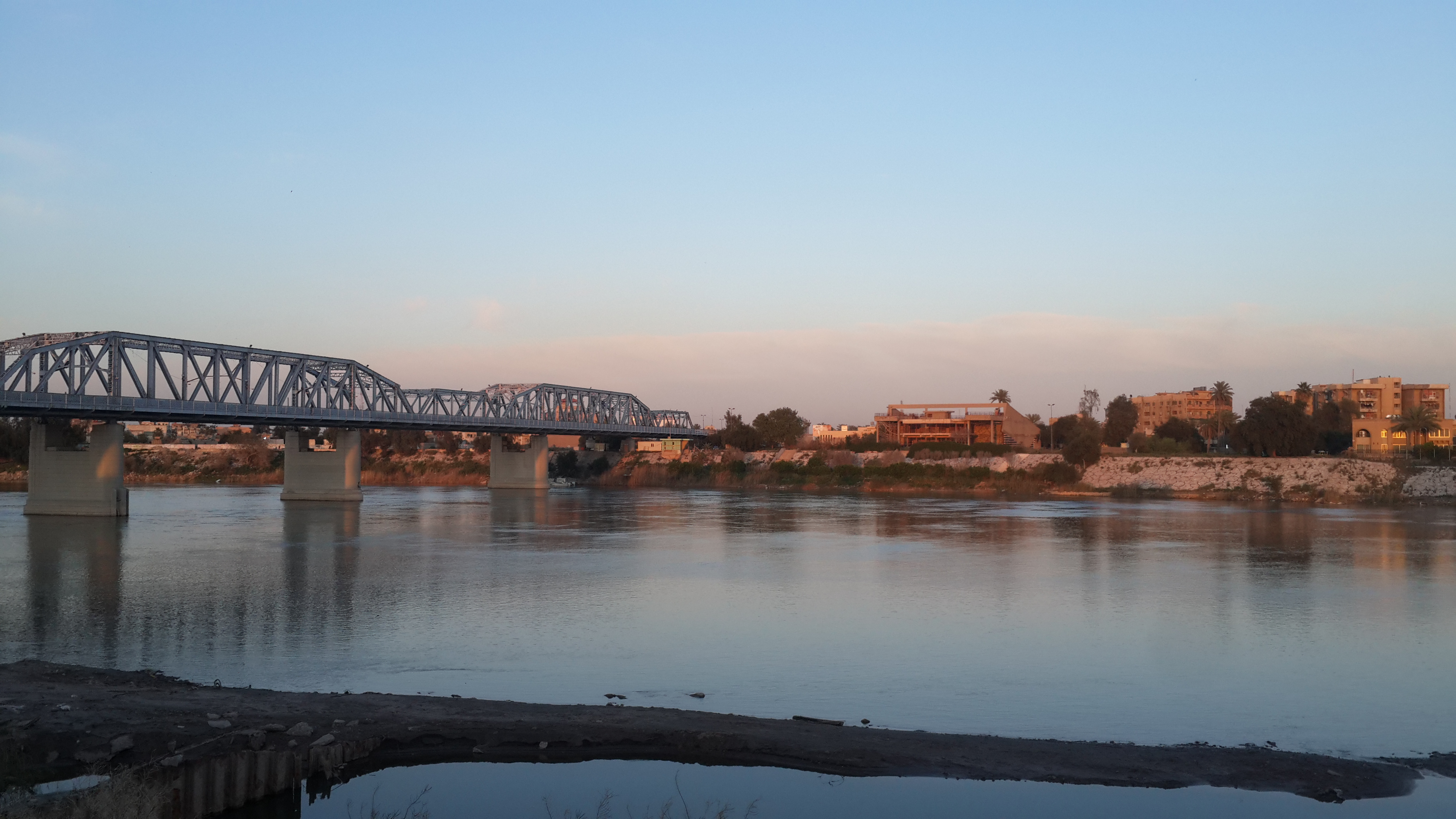
Die as-Sarrafiya-Brücke 2016

Die as-Sarrafiya-Brücke (arabisch جسر الصرّافية, DMG Ǧisr aṣ-Ṣarrāfiya, oft auch Al-Sarafija) ist eine etwa 460 m lange Brücke in Bagdad, die über den Tigris führt. Sie verbindet den sunnitischen Stadtteil Waziriya im Osten und das schiitische Viertel Utifiya im Westen. Im Jahr 1946 wurde sie von den Briten als Auto- und Eisenbahnbrücke konstruiert und 1951 fertiggestellt. Anfang der 1970er Jahre wurden die Gleise zu Gunsten des Autoverkehrs entfernt. Im Zweiten Golfkrieg wurde die Brücke bei einem amerikanischen Bombenangriff beschädigt.

## Anschlag und Wiederaufbau

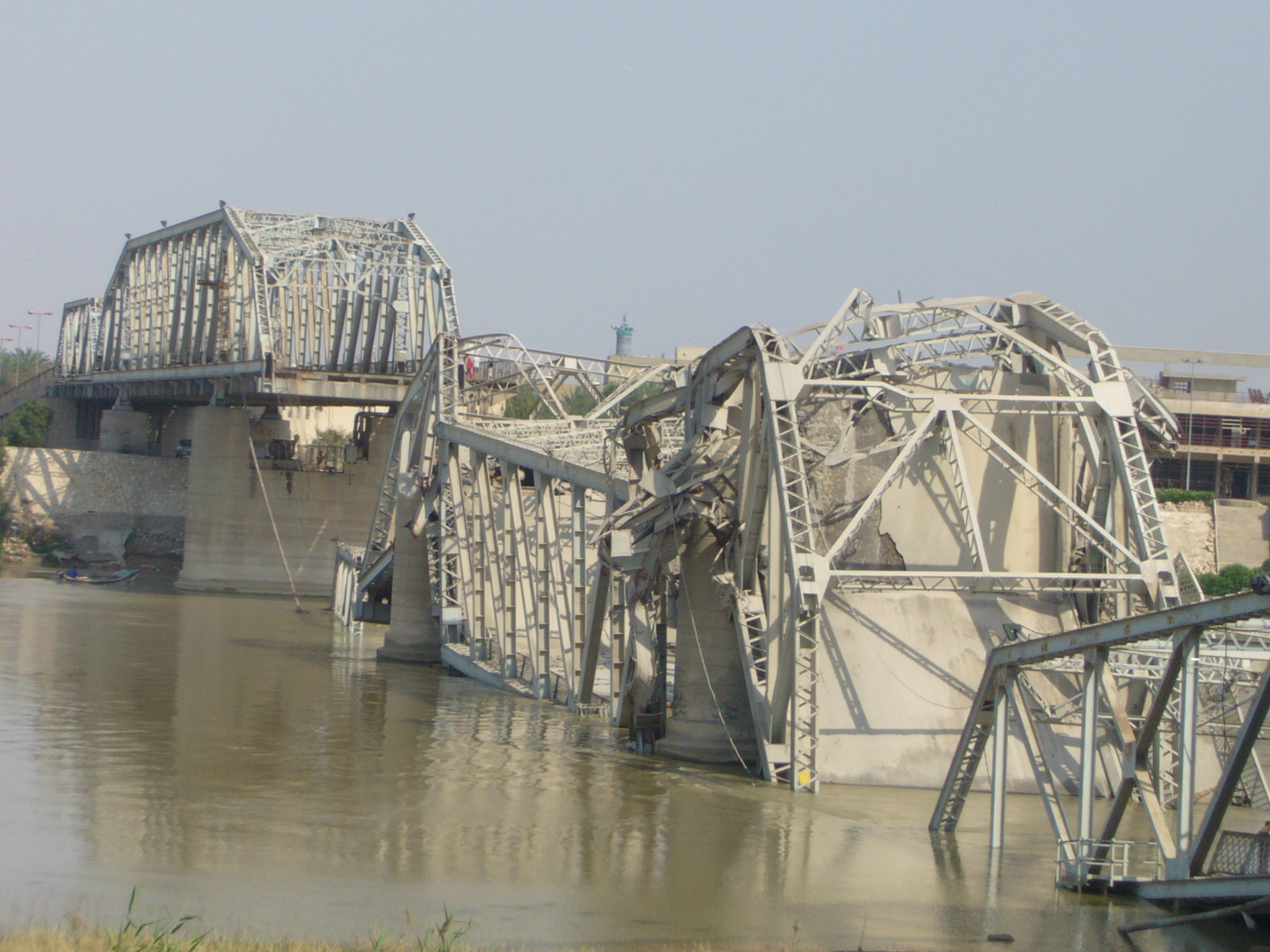
Die as-Sarrafiya-Brücke am 13. April 2007

Am 12. April 2007 fuhr ein Selbstmordattentäter mit einem Sprengstoff beladenen LKW zur Auffahrt der Brücke und sprengte sich in die Luft. Darauf stürzten große Teile der Brücke ein. Einige Fahrzeuge, die sich auf der Brücke befanden, fielen mit in den Tigris. Bilanz des Anschlags waren 10 Tote und 26 Verwundete.
Es dauerte ein Jahr und zwei Monate um die Brücke wiederherzustellen. Am 27. Mai 2008 wurde sie vom irakischen Premierminister Dschawad al-Maliki eingeweiht. Insgesamt wurden in das Wiederaufbauprojekt 18 Mrd. irakische Dinar (etwa 10 Mio. Euro) investiert.